# Sua Altezza si sposa
Sua Altezza si sposa (Royal Wedding) è un film del 1951 diretto da Stanley Donen e interpretato da Fred Astaire.

## Trama
Ellen e Tom Bowen sono due fratelli che lavorano insieme nel mondo dello spettacolo, formando un duo di danza molto famoso. Ellen, giovane e carina, ha molti ammiratori ma la ragazza, paga del suo lavoro, accetta solo dei flirt passeggeri, senza impegnarsi troppo.
Sulla nave che li porta in tournée a Londra, però, Ellen accetta la corte di John, un giovane aristocratico inglese. La capitale britannica è tutta in fervore per i preparativi delle nozze della principessa Elisabetta e anche i componenti del cast teatrale vi sono coinvolti.
Lo spettacolo dei Bowen ha un grande successo e Tom comincia a corteggiare Anne, una ballerina inglese. Sempre fedeli al loro modo di vivere, i flirt dei Bowen non dovrebbero incidere sui progetti della loro comune carriera. Anne, infatti, è già fidanzata con un conterraneo che si è recato negli Stati Uniti per lavoro e la sua relazione con Tom sembra soltanto amichevole. John, invece, il giovane lord, si dichiara a Ellen che non sa bene cosa rispondergli, cercando il consiglio del fratello che la dissuade dal matrimonio.
Ma le nozze reali incidono sui sentimenti dei quattro protagonisti: Ellen corre dietro a John, che partecipa al corteo, e accetta la sua proposta di matrimonio, mentre Anne, saputo che il fidanzato si è già sposato negli Stati Uniti, rincorre Tom che le si era dichiarato poco prima.

## Produzione
Prodotto dalla MGM, il film venne girato a Londra. La partner di Astaire in questo film fu l'attrice Sarah Churchill, che era figlia di Winston Churchill.
Ambientato nella Londra del 1951 durante i preparativi ed i festeggiamenti per il matrimonio della principessa Elisabetta d'Inghilterra, futura regina, rappresenta un ulteriore prodotto della MGM nel filone della commedia musicale, realizzato da Arthur Freed, uno dei maggiori specialisti del genere.
Questa fu l'ultima pellicola dove venne chiamato a recitare, per un ruolo minore, l'attore James Finlayson, celebre icona delle commedie di Stan Laurel ed Oliver Hardy.

## Distribuzione
Il film venne distribuito nelle sale cinematografiche a partire dall'8 marzo 1951, dalla MGM

## Edizioni Home Video
Sul mercato italiano sono uscite almeno 5 diverse edizioni Home-Video del film in Dvd. Le prime, nel formato originale 1.33:1, distribuite da varie ditte, sono poi andate fuori-catalogo. 

### Date di uscita
- USA:	8 marzo 1951	 (New York City, New York)
- USA:	23 marzo 1951
- Svezia:	1º ottobre 1951
- Danimarca:	4 febbraio 1952
- Finlandia:	4 luglio 1952
- Francia:	4 luglio 1952
- Filippine:	5 agosto 1952	 (Davao)
- Austria:	ottobre 1953
- Germania Ovest:	17 dicembre 1975	 (prima TV)

### Titoli alternativi
- Royal Wedding	- USA (titolo originale)
- Mariage royal	- Belgio (titolo francese) / Canada (titolo francese) / Francia
- Königliche Hochzeit	- Austria / Germania Ovest
- Boda real	- Venezuela
- Bodas reales	- Spagna
- Bryllupsklokker	- Danimarca
- Casamento Real	- Portogallo
- Királyi esküvö	- Ungheria
- Koninklijk huwelijk	- Belgio (titolo fiammingo)
- Królewskie wesele	- Polonia
- Kungligt bröllop	- Svezia
- Kuninkaalliset häät	- Finlandia
- Núpcias Reais	- Brasile
- Sua altezza si sposa	- Italia
- Vasilikoi gamoi	- Grecia (traslitterazione ISO-LATIN-1)
- Wedding Bells	- UK